# Daniel Carvalho (futebolista)
Daniel da Silva Carvalho (Pelotas, 1 de março de 1983) é um ex-futebolista brasileiro que atuava como meio-campista.

## Carreira

### Internacional
Colorado desde pequeno por influência do pai, aos treze anos de idade, começou a jogar pelo Internacional e ganhou três campeonatos juvenis pelo time. Posteriormente foi campeão mundial também pelo juvenil do Inter.[carece de fontes?]
Profissionalizou-se em 2001 e jogou 11 partidas como titular em 2002, quando o Inter conquistou o Campeonato Gaúcho. Já no ano de 2003, atuou em 31 partidas e marcou cinco gols pelo Colorado.

### CSKA Moscou
Em 2004 transferiu-se para o CSKA Moscou, assinando um contrato de quatro anos. O ano seguinte foi o melhor da sua carreira: dos seus pés saíram as três assistências para os gols da equipe na vitória por 3 a 1 contra o Sporting, em Lisboa, que garantiram o inédito título da Copa da UEFA. Na ocasião, Daniel Carvalho foi eleito melhor jogador da final. Eleito o Jogador do Ano na Rússia em 2005, marcou 15 gols em 49 partidas pelo CSKA.

### Retorno ao Internacional
Em 2008, após retornar ao Inter por empréstimo, Daniel Carvalho voltou a balançar as redes no dia 13 de agosto de 2008, num empate em 1 a 1 contra o rival Grêmio, em jogo válido pela Copa Sul-Americana. No entanto, praticamente não teve atuações de destaque na sua volta ao colorado, voltando ao CSKA em 2009.

### Al-Arabi
Foi anunciado como reforço do Al-Arabi, do Catar, no dia 4 de janeiro de 2010.

### Atlético Mineiro
Teve a sua contratação confirmada pelo Atlético Mineiro no dia 27 de maio de 2010. Sua estreia pelo clube aconteceu em um amistoso contra o América-MG, no dia 30 de junho, mas sua estreia em jogos oficiais aconteceu no dia 27 de julho, num empate em 0 a 0 contra o Avaí, pelo Campeonato Brasileiro. Na ocasião, Daniel Carvalho acabou expulso. Sofreu bastante em seu início pelo Galo com sequentes lesões em diferentes locais; depois de poucos jogos em 2010 devido às várias lesões, ele só voltaria a atuar no dia 10 de abril de 2011, contra a Caldense, pelo Campeonato Mineiro. Após várias lesões e problemas de peso, chegou a ser descartado pelo treinador e pelo presidente, mas pediu mais uma chance de mostrar seu futebol e se recuperar. E conseguiu. Passou a ter boas atuações, e assim ajudou o time a ter um aproveitamento de 57% no segundo turno do Campeonato Brasileiro.

### Polêmica de gordura
No dia 30 de janeiro de 2012, Daniel Carvalho declarou a uma rádio que tomava esteroides para ganhar massa muscular no CSKA e que foi por isso que passou a ter dificuldades para emagrecer.

### Palmeiras
No dia 9 de janeiro de 2012, foi confirmado como novo reforço do Palmeiras. Em troca, Pierre assinou um contrato de três anos com o Atlético-MG. Marcou seu primeiro gol com a camisa da equipe na vitória por 3 a 2 contra o XV de Piracicaba, e seu primeiro gol em clássicos no empate por 3 a 3 contra o São Paulo. Ambas as partidas foram válidas pelo Campeonato Paulista.
Na sequência da temporada foi titular da equipe campeã invicta da Copa do Brasil, a primeira conquista nacional do Palmeiras em doze anos. Fez também, no mesmo ano, parte do elenco que rebaixou o Verdão para a Série B do Campeonato Brasileiro. No dia 29 de novembro, junto com outros quatro companheiros, foi dispensado do clube.

### Criciúma
No dia 22 de março de 2013, foi confirmado como novo reforço do Criciúma. Sua estreia aconteceu no dia 30 de maio, contra o Internacional, pelo Campeonato Brasileiro. Daniel não chegou a atuar no estadual; somente no Campeonato Brasileiro e na Copa do Brasil. No mês de outubro, acabou liberado pelo clube. No dia 14 de novembro confirmou que voltaria a jogar futsal, encerrando sua carreira no futebol aos 30 anos.

### Botafogo
Em 2015 retomou ao futebol, e no dia 28 de abril teve seu acerto com o Botafogo anunciado pelo gerente de futebol Antônio Lopes. Na sua estreia, contra o Capivariano, pela Copa do Brasil, fez um gol de voleio na vitória de 2 a 1. Ao longo da Série B, foi ganhando espaço e titularidade sob o comando de Ricardo Gomes. Com o fim do campeonato, foi oferecida uma renovação a Daniel Carvalho, com contrato até o final do Carioca de 2016; no entanto, o jogador não aceitou e deixou o Alvinegro.

### Goiás
No dia 22 de dezembro de 2015, foi anunciado como novo reforço do Goiás para 2016. Ele chegou para ser o novo camisa 10 que o Esmeraldino tanto procurava depois da saída do meia Felipe Menezes. Teve boa atuação na estreia, uma vitória de 2 a 0 contra o rival Vila Nova. Após o jogo ironizou ainda mais os vilanovenses, fazendo alusão à frase "sangue no olho", dita pelo volante Robston.
Após conviver com lesões e não conseguir manter uma sequência no time, seu contrato foi rescindido no dia 22 de setembro de 2016.

### Pelotas (futsal)
Em março de 2019, após ter se aposentado do futebol, assinou com o Pelotas para integrar o time de futsal.

## Seleção Nacional

### Sub-20
Em 2003 jogou pela Seleção Brasileira no Campeonato Mundial Sub-20, disputado nos Emirados Árabes, onde marcou três gols e foi eleito para a seleção do torneio. Jogou também pela Amarelinha no Pré-Olímpico e nos Jogos Pan-Americanos.

### Principal
No dia 16 de agosto 2006, num amistoso contra a Noruega, Daniel Carvalho foi o jogador que marcou o primeiro gol da "Era Dunga" na Seleção Brasileira. Após Morten Gamst Pedersen abrir o placar, o meio-campista igualou para o Brasil em bela finalização colocada. O jogo terminou empatado em 1 a 1.

## Títulos
Internacional
- Campeonato Gaúcho: 2002, 2003
- Copa Sul-Americana: 2008

CSKA Moscou
- Supercopa da Rússia: 2004, 2006, 2007 e 2009
- Copa da Rússia: 2004–05, 2005–06 e 2008–09
- Copa da UEFA: 2004–05
- Premier League Russa: 2005 e 2006

Palmeiras
- Copa do Brasil: 2012

Botafogo
- Campeonato Brasileiro - Série B: 2015

Goiás
- Campeonato Goiano: 2016

Seleção Brasileira Sub-20
- Copa do Mundo FIFA Sub-20: 2003
- Torneio da Malásia: 2003

### Prêmios individuais
- Melhor jogador da Premier League Russa: 2005
- Vice artilheiro da Copa do Mundo FIFA Sub-20 de 2003 (3 gols)